# Nordjyske Museer
Nordjyske Museer (tidigare Nordjyllands Historiske Museum) är en regional museiorganisation för kulturhistoriska museer, som arbetar med forskning, insamling, dokumentation, bevarande och visning av lokal- och kulturhistoria. Museet har 14 utställningsställen i fyra kommuner: Aalborgs kommun, Mariagerfjords kommun, Jammerbugts kommun och Rebilds kommun. Museet har ansvar för arkeologisk verksamhet i dessa kommuner och utövar tillsyn över fornminnen i det tidigare Nordjyllands Amt.
Nordjyske Museer är ett "statsanerkendt museum" under Slots- og Kulturstyrelsen. Museet har omkring 50 anställda. Dess säte är Aalborg.

## Enskilda museer
- Aalborg Historiske Museum
- Vikingemuseet Lindholm Høje
- Vikingemuseet Fyrkat
- Gråbrødrekloster Museet
- Apotekersamlingen i Jens Bangs Stenhus
- Hals Museum
- Boldrup Museum
- Hobro Museum
- Lystfartøjsmuseet
- Hadsund Egnssamling
- Møllehistorisk Samling
- Havnø Mølle
- Cirkusmuseet i Rold
- Bunkermuseet Regan Vest

## Bildgalleri

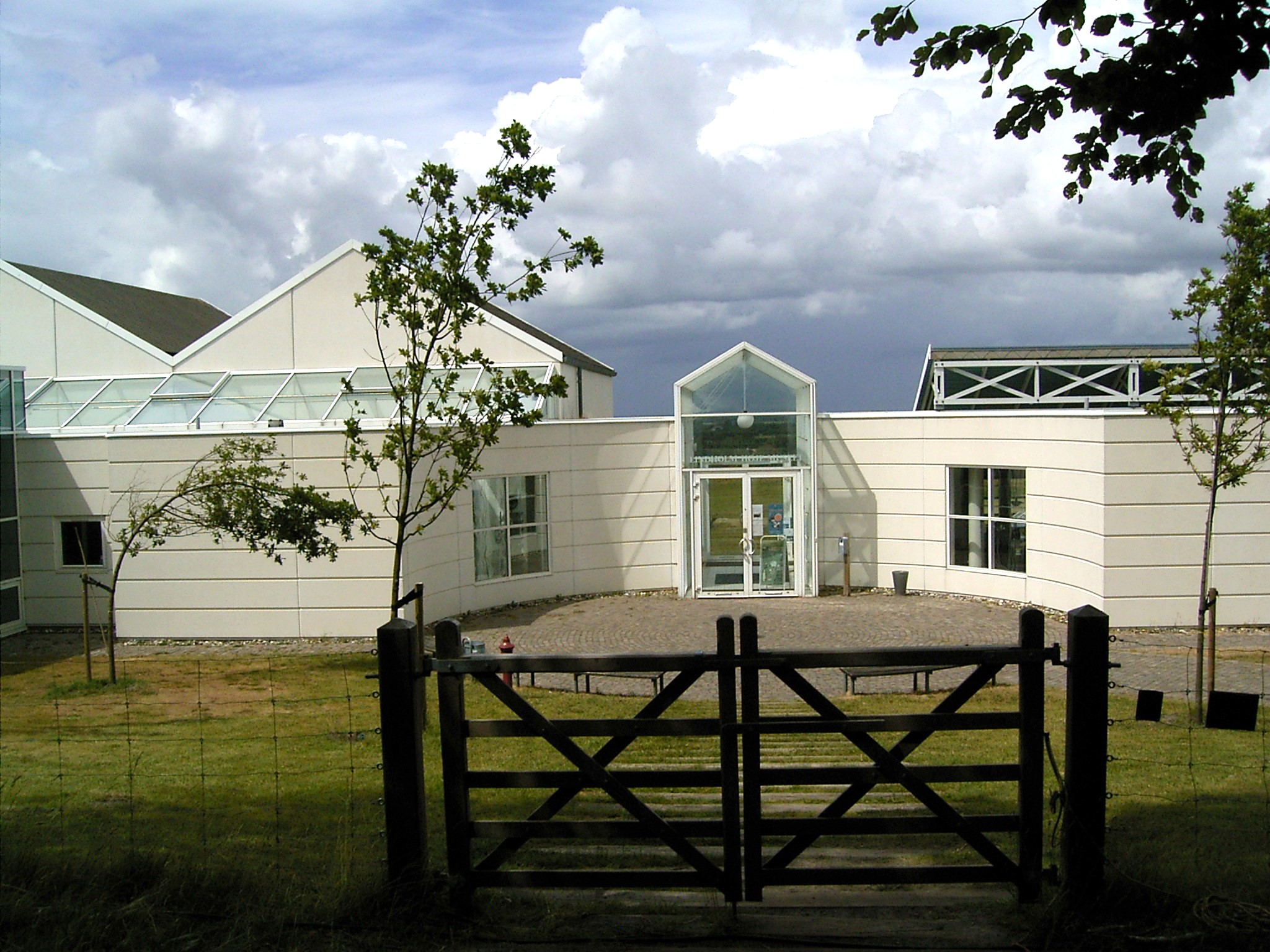
Vikingemuseet Lindholm Høje
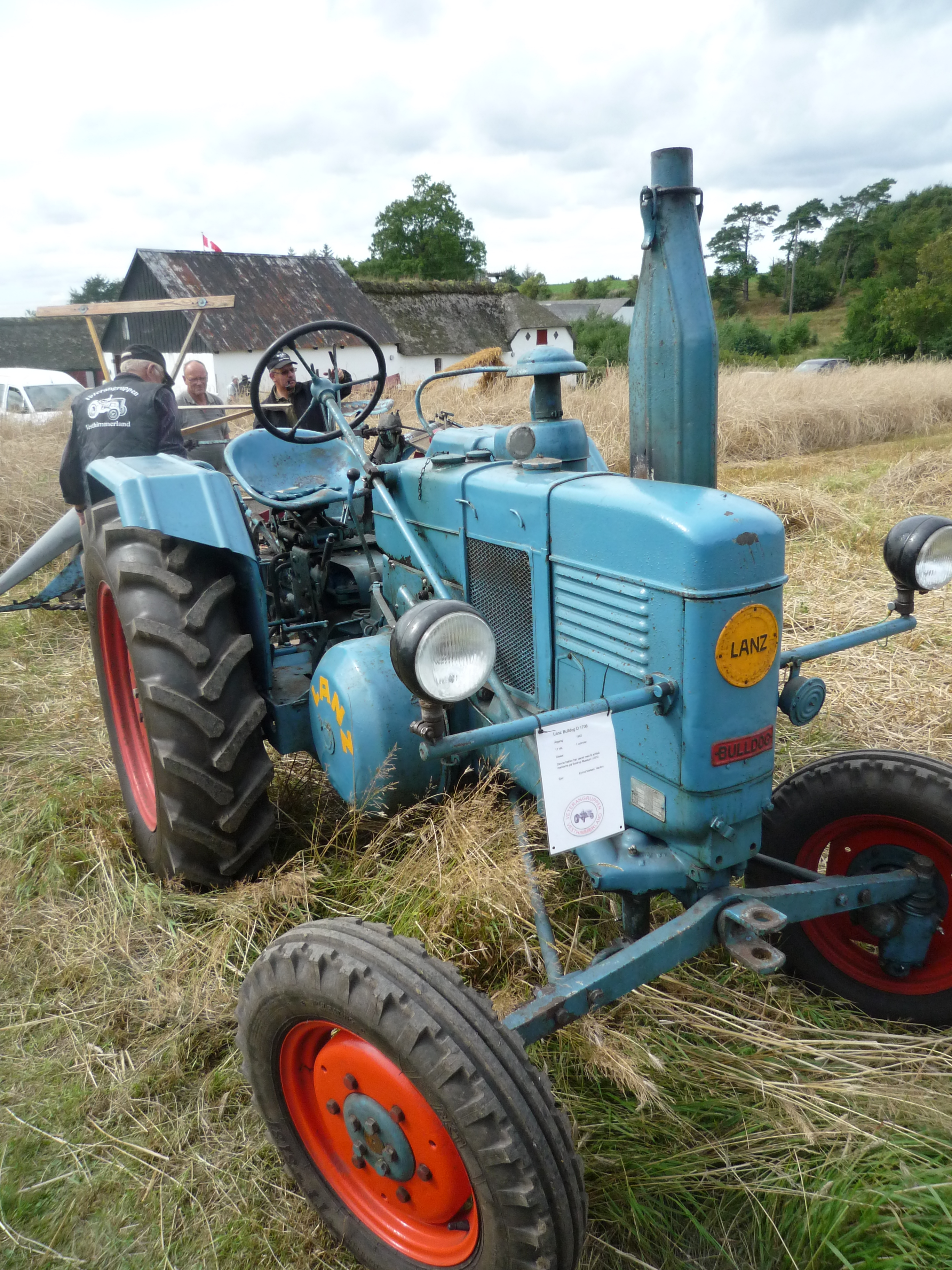
En gammal traktor på Boldrup Museum
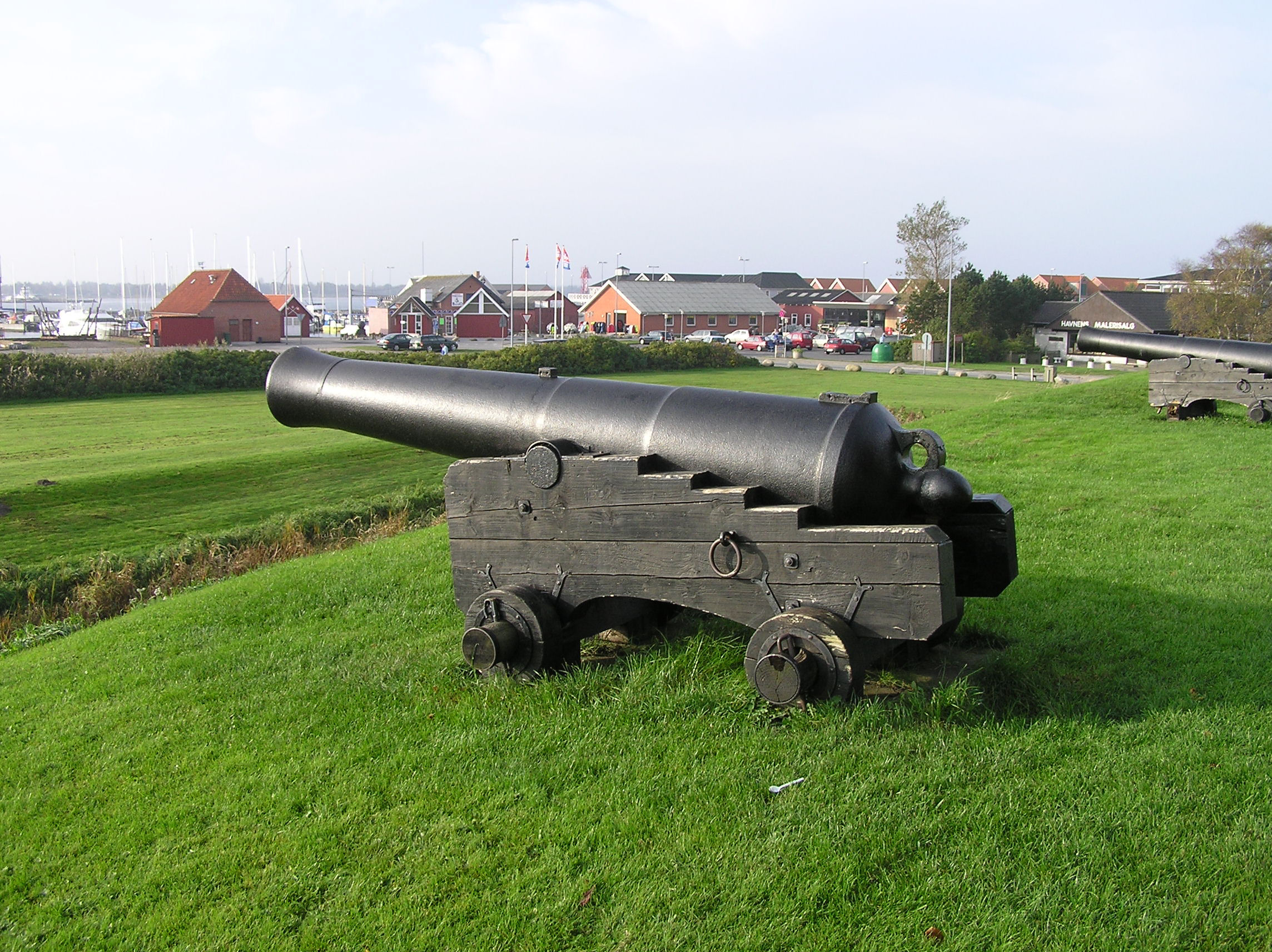
Gamla kanoner på vallarna vid Hals Skanse
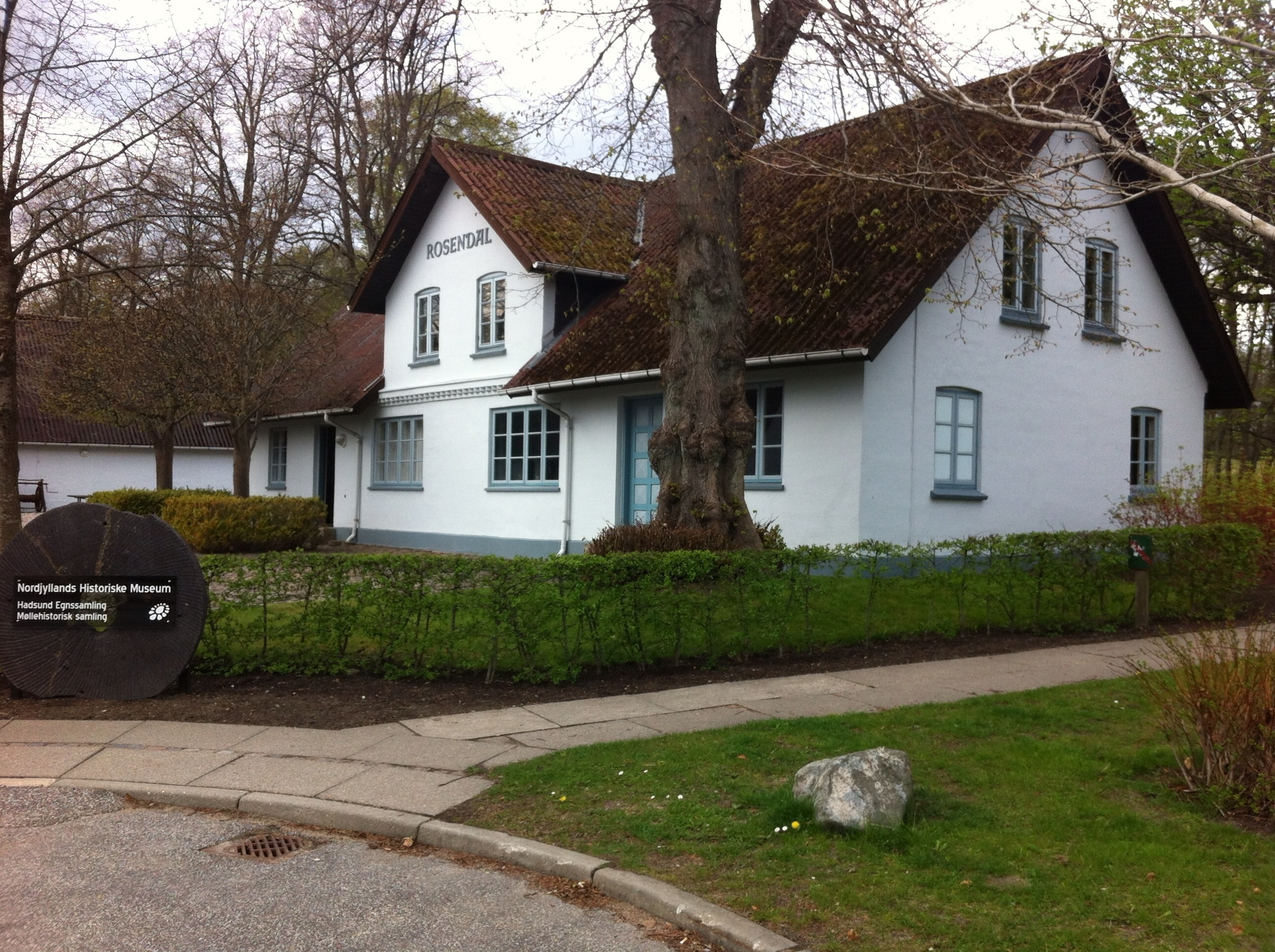
Hadsund Egnssamling
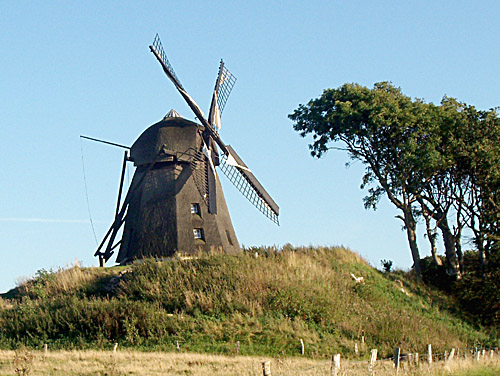
Havnø Mølle
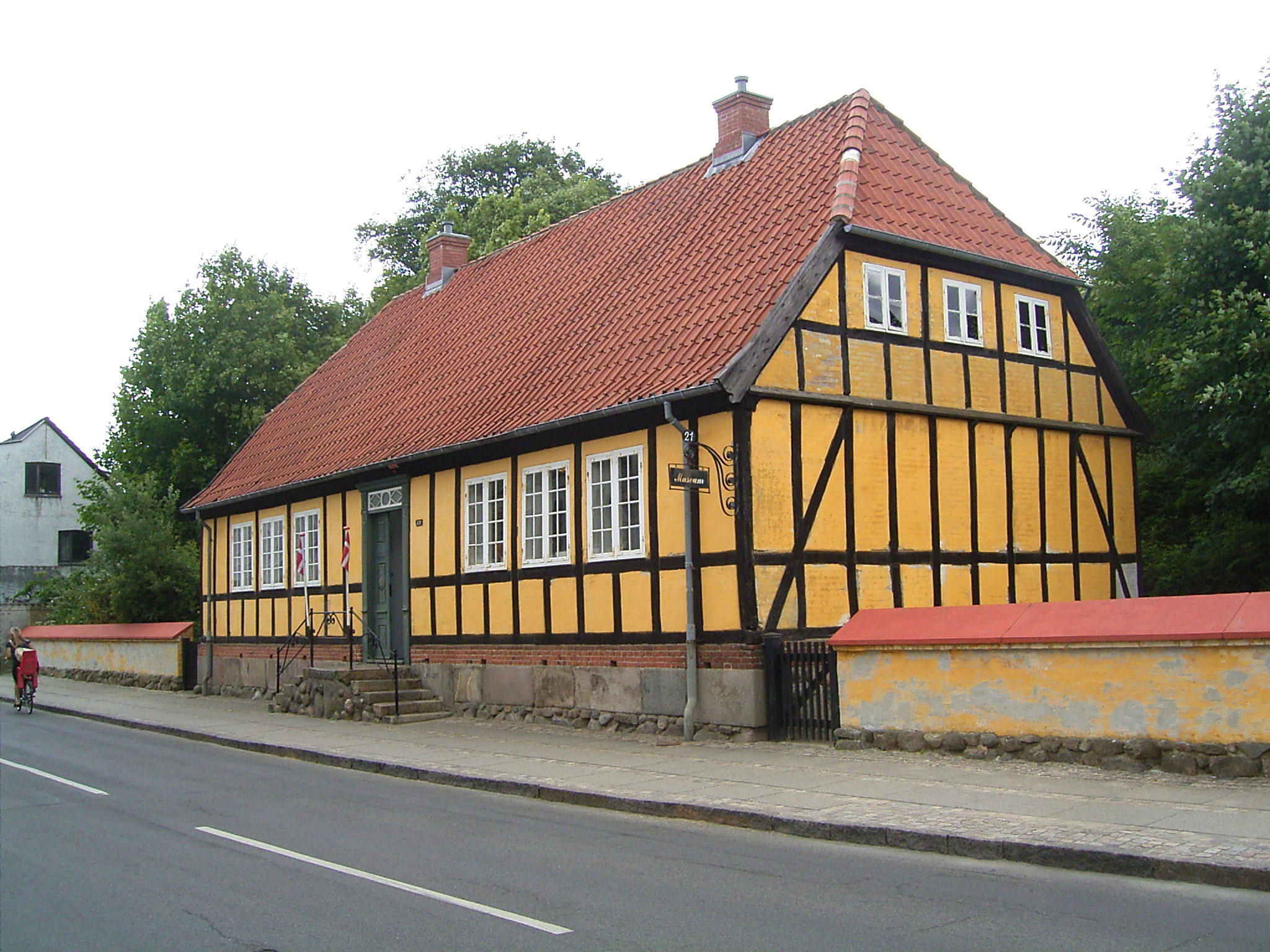
Hobro Museum
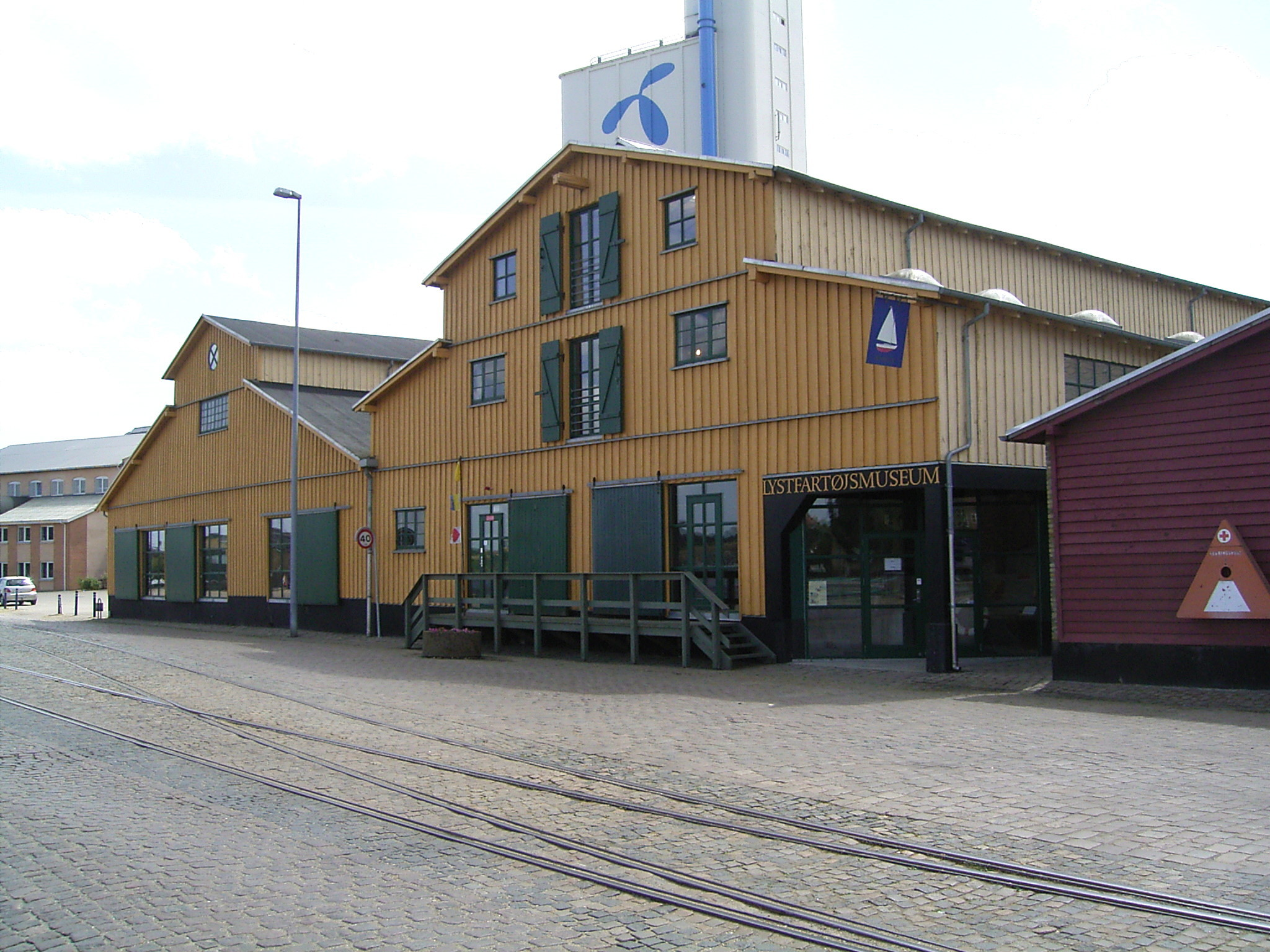
Lystfartøjsmuseet
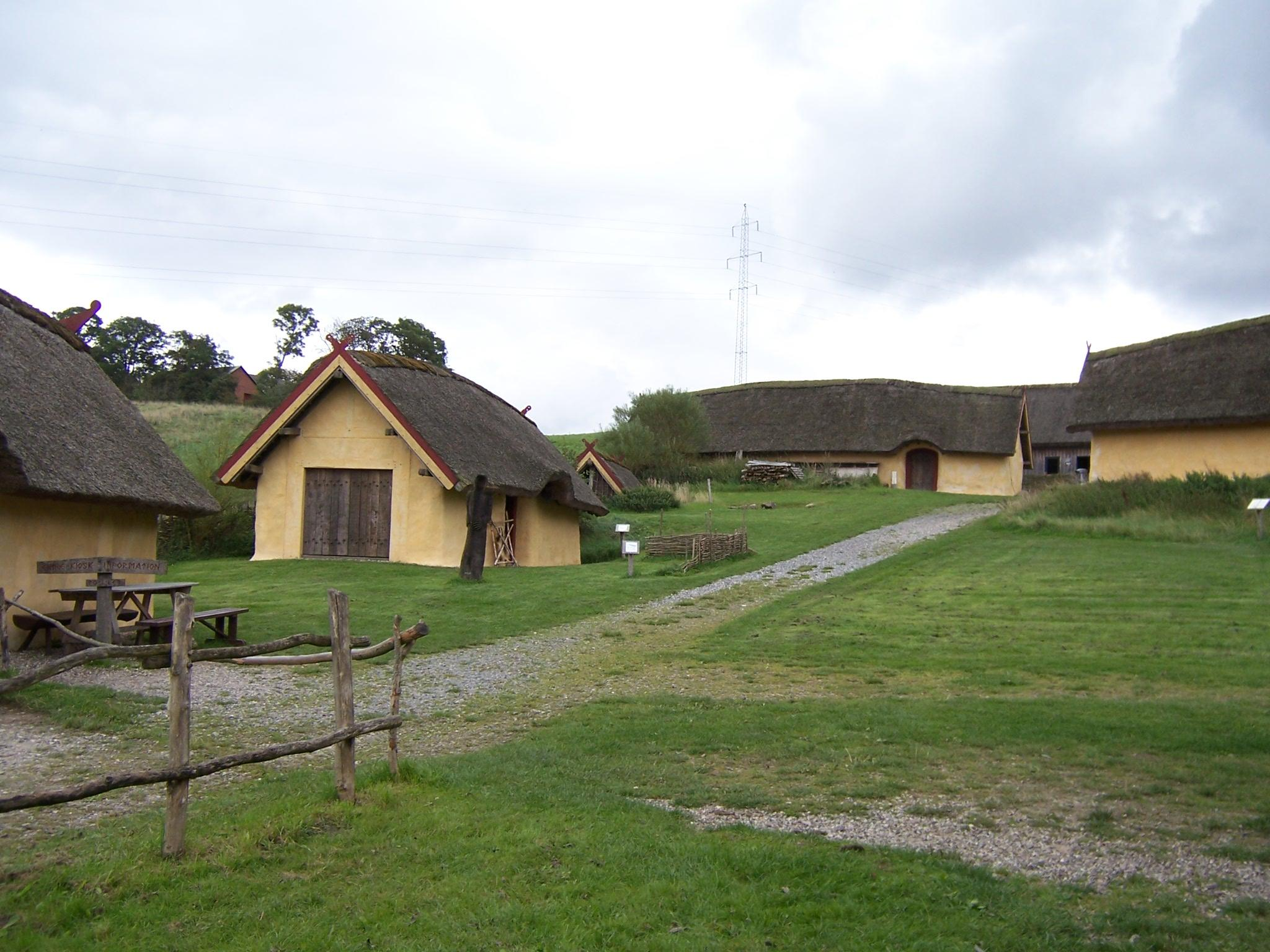
Vikingemuseet Fyrkat